# Supercoppa italiana 1996 (pallacanestro maschile)
La Supercoppa italiana 1996 fu la 2ª supercoppa italiana di pallacanestro maschile.
Anche noto come Trofeo Bostik, fu vinta dalla veronese Scaligera contro Olimpia Milano.
Il trofeo è stato assegnato in una gara unica, disputata al Mediolanum Forum di Assago (MI) il 15 settembre 1996. Le squadre finaliste sono state quella dei campioni d'Italia in carica della Stefanel Milano, e della Mash Verona, finalista della Coppa Italia vinta proprio da Milano.
Per la prima volta la formazione veronese si aggiudica il trofeo, con il risultato finale di 79-72.
Il titolo di MVP dell'incontro è stato assegnato al giocatore della Mash Verona Giacomo Galanda.

## Tabellino
| Arbitri: | Cazzaro (Venezia) D'Este (Venezia) |

|                      |            |               |
| Galanda 21           | Punti      | 22 Portaluppi |
| Bullara, Iuzzolino 1 | Assist     | 2 Gentile     |
| Galanda, Keys 9      | Rimbalzi   | 6 Fučka       |
| Melillo              | Allenatori | Marcelletti   |